# 數學謎題
數學謎題是趣味數學的一部分。和多人电子游戏相同，其擁有特定的規則，但通常不限於兩個玩家之間的競爭。通常為了解決這種智力游戏，會用到部分數學邏輯。如邏輯益智遊戲便是一種常見的數學難題。
舉例來說，康威生命遊戲和分形也可以被認為是數學謎題，即使求解器只在一開始時產生作用。在設置這些條件之後，謎題的規則將影響此局遊戲未來所有的更改和移動。許多謎題因為曾在馬丁·加德納的“數學遊戲”專欄中被討論過而眾所周知。數學難題有時用於激勵小學學生對於數學問題的解決技巧。

## 數學難題列表
以下類別並非必定獨立存在，有可能與其他類別有所相交。

### 代數
- 十字數字（英语：Cross-figure）或跨數字拼圖
- 戴森數列（英语：Dyson number）
- 4個4
- 算獨
- 倒水问题（英语：Liquid Water Pouring Puzzles）
- 費曼長分區拼圖
- 海盗博弈
- 覆面算
- 24点

### 密碼學
- 密文
- 數字推盤遊戲
- 数和
- 魔方和其他順序運動拼圖（英语：Mechanical puzzle）
- 順獨
- 數獨
- Sujiko（英语：Sujiko）
- Think-a-Dot
- 汉诺塔
- 橋梁遊戲（英语：Bridges Game）

### 分析或差異
- 橡膠繩上的螞蟻（英语：Ant on a rubber rope）

### 機率
- 蒙提霍爾問題

### 平鋪、包裝和解剖
- 貝德蘭姆立方
- 康威立方
- 殘缺的棋盤問題
- 包裝問題（英语：Packing problem）
- 五格骨牌
- 斯洛陶伯－赫拉茨马立方
- 索馬立方
- T puzzle（英语：T puzzle）
- 七巧板

### 棋類
- 康威生命游戏
- 殘缺的棋盤問題
- 孔明棋
- 數獨
- 八皇后问题
- 騎士巡邏
- No three in line problem（英语：No-three-in-line problem）

### 拓樸
紐結理論和拓撲學的領域，尤其是他們非直觀的結論，往往被視為休閒數學的一部分。
- 解環玩具（英语：Disentanglement puzzle）
- 柯尼斯堡七桥问题
- 水、瓦斯及電力問題
- 數迴

### 機械型
- 魔方
- Think-a-Dot

### 無玩家謎題
- 康威生命游戏
- Flexagon（英语：Flexagon）
- 多方塊

## 外部連結
- Historical Math Problems/Puzzles於美国数学协会